# Slămnești (okręg Ardżesz)
Slămnești – wieś w Rumunii, w okręgu Ardżesz, w gminie Brăduleț. W 2011 roku liczyła 127 mieszkańców.